# Phorocerosoma aberrans
Phorocerosoma aberrans là một loài ruồi trong họ Tachinidae.